# All the Best Songs
All the Best Songs – drugi (zaraz po NRA Years) krążek kompilacyjny punkrockowego zespołu No Use for a Name. Wydany został 10 czerwca 2007 roku. Podsumowuje on dziesięć lat fonograficznej działalności zespołu i 12 lat jego istnienia. Wszystkie ścieżki zawarte na płycie zostały zremasterowane. Opublikowano także dwa premierowe utwory.

## Lista utworów
1. "International You Day" – 2:54
2. "Justified Black Eye" – 2:39
3. "Coming Too Close" – 3:04
4. "Invincible" – 2:18
5. "Dumb Reminders" – 2:49
6. "Fatal Flu" – 2:27
7. "Life Size Mirror" – 3:14
8. "On the Outside" – 2:51
9. "Soulmate" – 3:04
10. "Let Me Down" – 2:58
11. "Permanent Rust" – 2:33
12. "Chasing Rainbows" – 2:50
13. "Not Your Savior" – 3:54
14. "Black Box" – 2:52
15. "The Answer Is Still No" – 2:39
16. "Straight from the Jacket" – 2:22
17. "Any Number Can Play" – 2:44
18. "For Fiona" – 2:45
19. "The Daily Grind" – 2:22
20. "Let It Slide" – 2:14
21. "Feeding the Fire" – 2:28
22. "Part Two" – 3:35
23. "Growing Down" – 2:04
24. "Exit" – 3:35
25. "History Defeats" (wcześniej niepublikowana) – 2:22
26. "Stunt Double" (wcześniej niepublikowana) – 2:11

## Skład zespołu
Różny w poszczególnych okresach. Swe miejsce w składzie zachowali:

Tony Sly – wokal, gitara

Rory Koff – perkusja